# Regiones de Nueva Gales del Sur
En el estado de Nueva Gales del Sur, Australia, hay muchas zonas que comúnmente se conocen por nombres regionales. Las regiones son áreas que comparten características similares. Estas características pueden ser naturales, como el río Murray, la costa o las Montañas Nevadas. Alternativamente, las características pueden ser culturales, como el uso del suelo para la viticultura. Nueva Gales del Sur está dividida por numerosos límites regionales, basados en diferentes características. En muchos casos, los límites definidos por distintas entidades coinciden.

## Gobierno local
En Nueva Gales del Sur, en el tercer nivel de gobierno electo, después de los gobiernos federal y estatal, se encuentran las autoridades del gobierno local, que son responsables de las áreas de gobierno local. Los tipos de gobiernos locales en Nueva Gales del Sur son ciudades, municipios, condados y regiones.
Nueva Gales del Sur tiene más de 150 áreas de gobierno local que cuentan con un consejo elegido y llevan a cabo diversas funciones que les delega el Gobierno de Nueva Gales del Sur.

## Oficina Australiana de Estadísticas
La Oficina Australiana de Estadística ha adoptado una nueva clasificación geográfica denominada «Norma Estadística Geográfica Australiana».
La geografía se divide ahora en áreas estadísticas de nivel 1, 2, 3 y 4. El área estadística de nivel 4 es la más alta (regiones de un estado) y el área estadística de nivel 1 es la más baja (los bloques de malla son más precisos, pero no están fácilmente disponibles, salvo en el censo de población y vivienda).
| Clas. NSW           | Área estadística de nivel 4 y 3.     | Población Dic. 2014 | Tasa de crec. a 10 años | D de población (personas/km²) |
| ------------------- | ------------------------------------ | ------------------- | ----------------------- | ----------------------------- |
| 1                   | Gran Sídney                          | 4,840,628           | 15.7                    | 391.4                         |
| 2                   | Newcastle y Lago Macquarie           | 368,131             | 9.0                     | 423.1                         |
| 3                   | Illawarra                            | 296,845             | 9.3                     | 192.9                         |
| 4                   | Valle de Hunter excluyendo Newcastle | 264,087             | 16.2                    | 12.3                          |
| 5                   | Northern Rivers                      | 242,116             | 8.9                     | 23.6                          |
| 6                   | Región capital                       | 220,944             | 10.9                    | 4.3                           |
| 7                   | Costa Norte Central                  | 212,787             | 9.2                     | 11.3                          |
| 8                   | Centro Oeste                         | 209,850             | 7.9                     | 3.0                           |
| 9                   | Nueva Inglaterra y Noroeste          | 186,262             | 5.3                     | 1.9                           |
| 10                  | Riverina                             | 158,144             | 4.7                     | 2.8                           |
| 11                  | Tierras Altas del Sur y Shoalhaven.  | 146,388             | 10.4                    | 21.8                          |
| 12                  | Coffs Harbour-Grafton                | 136,418             | 7.6                     | 10.3                          |
| 13                  | Lejano Oeste y Orana                 | 119,742             | 0.3                     | 0.4                           |
| 14                  | Murray                               | 116,130             | 4.0                     | 1.2                           |
| Nueva Gales del Sur | Nueva Gales del Sur                  | 7,518,472           | 10.4                    | 13.0                          |

Para estadísticas antiguas, como el Censo de Población y Vivienda de 2006, la Oficina Australiana de Estadística (ABS) cuenta con múltiples estructuras regionales para las que analiza y presenta datos. Estas estructuras regionales se derivan de la Clasificación Geográfica Estándar Australiana (AGSC). La AGSC define, en su nivel más pequeño, el Distrito de Recopilación del Censo (CCD). Estos CCD se agrupan para formar el Área Local Estadística (SLA), que es la unidad básica común para cada una de las estructuras regionales más grandes.  Los límites de la SLA están diseñados para coincidir normalmente con las áreas de gobierno local, a menos que la LGA no encaje completamente en una subdivisión estadística (SSD) o no sea comparable a otras LGA. La Oficina de Estadística proporciona estadísticas para las áreas de gobierno local, así como para otras tres estructuras estadísticas: divisiones estadísticas, regiones estadísticas y distritos estadísticos.

### Divisiones estadísticas
Las Divisiones Estadísticas (DS) forman la jerarquía estructural principal del análisis estadístico. Estas regiones están estructuradas para proporcionar una amplia gama de estadísticas sociales, demográficas y económicas. La base para la delimitación de los límites se centra en criterios socioeconómicos.  Las trece divisiones de Nueva Gales del Sur son:
Centro Oeste, Lejano Oeste, Hunter, Illawarra, Costa Norte Central, Murray, Murrumbidgee, Noroeste, Norte, Áreas Costeras y Migratorias, Richmond-Tweed, Sudeste, Sídney.

### Regiones estadísticas
La estructura de la Región Estadística (SR) se estableció en 1986 con el objetivo de analizar la población activa.
Sídney: Canterbury-Bankstown, Centro-Norte de Sídney, Centro-Oeste de Sídney, Suburbios del Este, Fairfield-Liverpool, Gosford-Wyong, Centro de Sídney, Centro-Oeste de Sídney, Bajo Norte de Sídney, Noroeste de Sídney, Playas del Norte, Sur-Oeste de Sídney, St. George-Sutherland
Equilibrio de Nueva Gales del Sur: Centro Oeste, Extremo Oeste-Noroeste, Hunter, Illawarra, Costa Centro-Norte, Murray-Murrumbidgee, Norte, Richmond-Tweed, Sudeste

### Distritos estadísticos
El distrito estadístico (SDist) es una región urbana no capitalista compuesta por una o más áreas contiguas con una población de 25 000 habitantes o más. Su definición se basa en una previsión de crecimiento a 20 años. No tiene por qué ajustarse a los límites de las autoridades locales (LGA) ni a los límites territoriales del estado.
Los trece distritos estadísticos de Nueva Gales del Sur son:
Newcastle, Wollongong, Nowra-Bomaderry, Bathurst-Orange, Lismore, Coffs Harbour, Port Macquarie, Tamworth, Dubbo, Wagga Wagga, Albury-Wodonga (Nueva Gales del Sur y Victoria), Gold Coast-Tweed (Nueva Gales del Sur y Queensland), Canberra-Queanbeyan (Nueva Gales del Sur y el Territorio de la Capital Australiana)

## Regiones biogeográficas

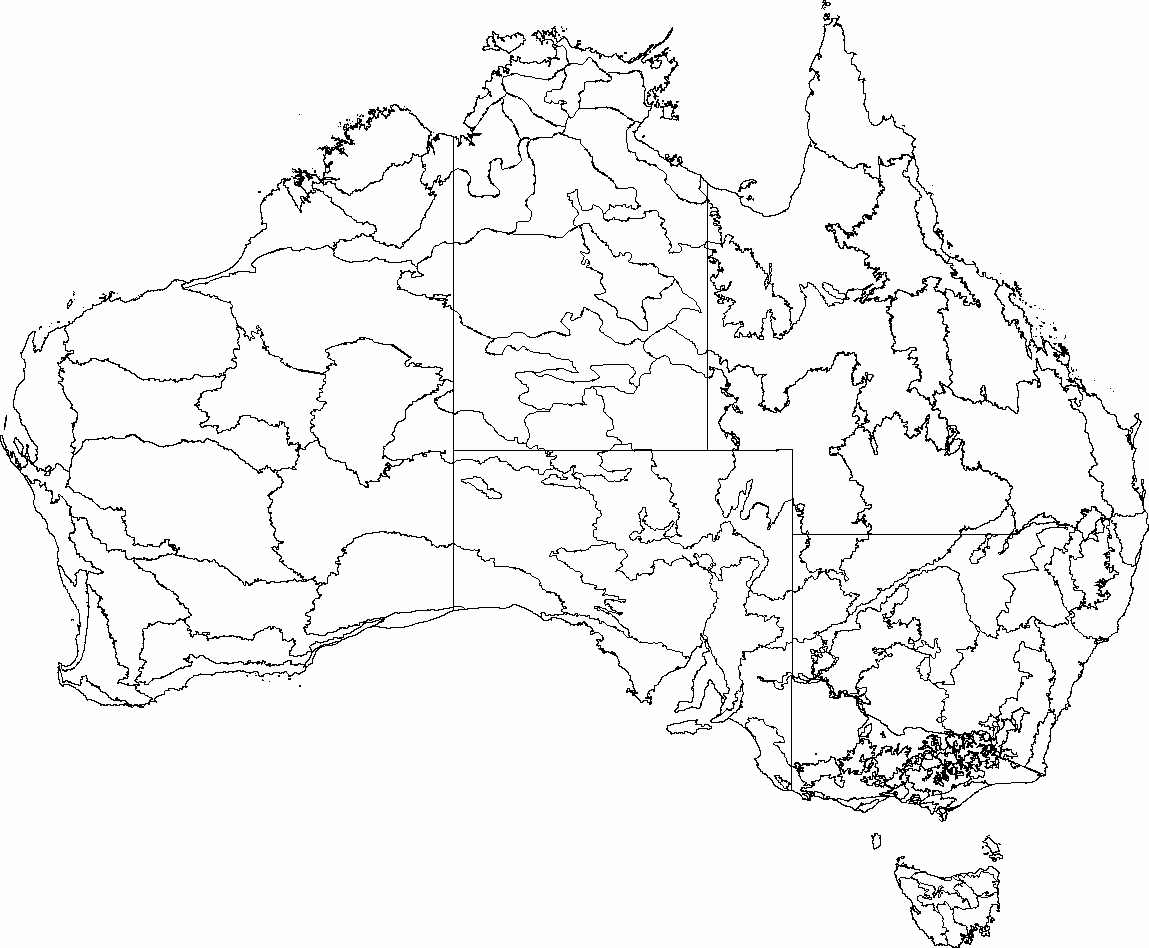
Mapa de regiones de IBRA 6.1

La Regionalización Biogeográfica Provisional de Australia (IBRA) es una regionalización biogeográfica de Australia; dividida en 89 biorregiones y 419 subregiones. Cada biorregión es una zona terrestre formada por un grupo de ecosistemas interrelacionados que se repiten de forma similar en todo el paisaje. Las regiones y subregiones traspasan las fronteras de los estados y territorios. Las biorregiones que se encuentran dentro de toda o parte de Nueva Gales del Sur incluyen:
- Alpes australianos (parte)
- Cinturón del Brigalow (parte)
- Complejo de Broken Hill (parte)
- Channel Country (parte)
- Penillanura de Cobar
- Llanuras ribereñas de Darling (parte)
- Bloque elevado de Flinders (parte)
- Tierras de Mulga (parte)
- La depresión de Murray Darling (parte)
- Nandewar (parte)
- Mesetas de Nueva Inglaterra
- Costa norte de Nueva Gales del Sur
- Laderas del suroeste de Nueva Gales del Sur (parte)
- Riverina (parte)
- Campos de dunas Simpson Strzelecki (parte).
- Esquina sureste (parte)
- Tierras altas del sureste (parte)
- Sureste de Queensland (parte)
- Llanura Volcánica del Sur (parte)
- Cuenca de Sydney (llanura de Cumberland)

## Divisiones informales

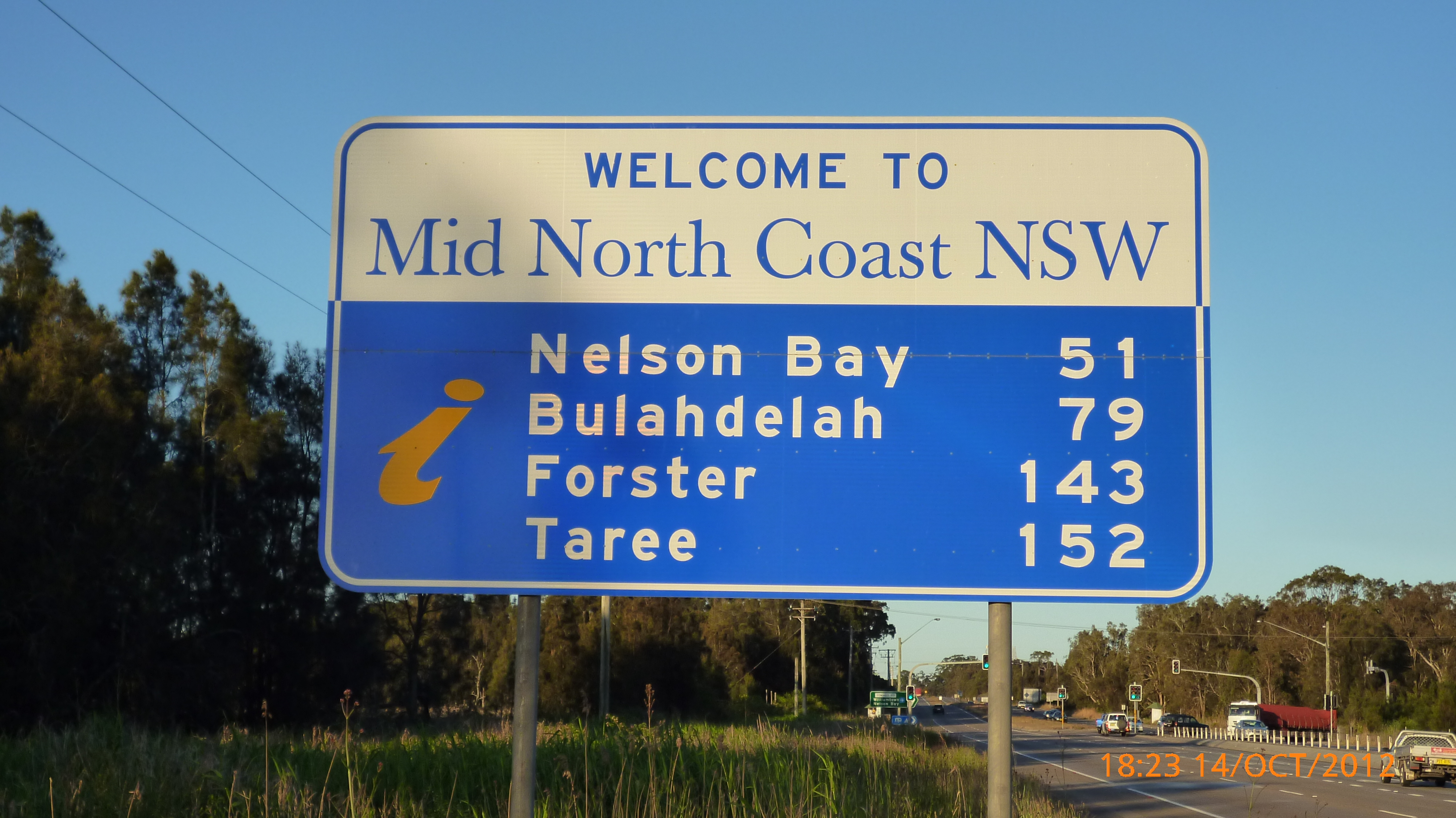
A pesar de estar geográficamente en la Región Hunter, el Consejo de Port Stephens se incluye en la Costa Norte Media para fines comerciales. Este cartel, que da la bienvenida a los viajeros a la Costa Norte Central, está a solo del río Hunter en la Pacific Highway en Tomago.

Nueva Gales del Sur también se divide informalmente en un número menor de regiones. Estas regiones no tienen ninguna función administrativa general ni estatus oficial. Muchas de ellas están definidas de forma imprecisa o se definen de diferentes maneras con distintos fines. Por ejemplo, los departamentos del Gobierno de Nueva Gales del Sur, como la Policía de Nueva Gales del Sur o el Ministerio de Sanidad, definen las regiones del estado para sus propios fines administrativos internos. Estas regiones pueden definirse de formas completamente diferentes, como se muestra en los mapas de referencia.
La base original de los nombres regionales descriptivos en Nueva Gales del Sur se basa en la geografía del Estado.
El Estado se puede dividir en cuatro componentes:
- las regiones costeras que dan al mar de Tasmania en el este del Estado
- las tierras altas que forman parte de la Gran Cordillera Divisoria
- las laderas occidentales (interiores) de las tierras altas, que forman la principal región agrícola del Estado
- las áridas llanuras occidentales

Estos cuatro componentes se dividen típicamente en componentes norte, central y sur según su ubicación relativa a Sídney.
Esta subdivisión bidireccional da lugar al patrón genérico de regiones y, en algunos casos, subregiones:
| Nombre de la región          | Nombre de la subregión                    | Comentarios |
| ---------------------------- | ----------------------------------------- | --- |
| Costa Norte                  | Costa Norte Central                       | Se extiende desde Port Stephens, en Hawks Nest, hasta Woolgoolga, cerca de Coffs Harbour, en el extremo norte. Coffs Harbour y Port Macquarie son ciudades pequeñas. |
| Costa Norte                  | Ríos del Norte                            | Al norte de Woolgoolga, hasta la frontera con Queensland. Entre las localidades se encuentran Casino y la ciudad turística de Byron Bay. La pequeña ciudad de Tweed Heads se encuentra en la frontera, junto a las importantes ciudades de Gold Coast y Lismore, en Queensland. El clima es subtropical húmedo, con inviernos suaves y veranos cálidos-calurosos. |
| Costa Central                | Costa Central                             | Al norte del río Hawkesbury hasta el lago Macquarie, en el extremo norte. |
| Costa Central                | Hunter                                    | Se encuentra entre la costa norte central y la costa central, e incluye el valle del río Hunter (que se extiende hacia el interior entre las mesetas del norte y el centro-oeste), así como la conurbación de Newcastle-Lake Macquarie, la segunda zona urbana más grande de Nueva Gales del Sur. |
| Costa Sur                    | Illawarra                                 | Región costera entre el Parque Nacional Real y Gerroa. Incluye la conurbación de Wollongong-Shellharbour, la tercera zona urbana más grande de Nueva Gales del Sur, y las localidades más pequeñas de Kiama y Gerringong. |
| Costa Sur                    | Costa Sur                                 | Al este de Monaro y al sur de Gerroa, hasta la frontera con Victoria. Pequeña ciudad de Nowra, principales localidades Ulladulla, Bateman's Bay, Merimbula, Eden. Cada vez más salvaje y boscoso, en dirección sur. |
| Mesetas del Norte            | Nueva Inglaterra                          | Incluye las localidades y distritos de Tenterfield, Glen Innes, Guyra, Inverell, Armidale y Walcha. |
| Mesetas del Norte            | Meseta del Norte                          | |
| Mesetas Centrales            | Área metropolitana de las Montañas Azules | En general, esa zona al oeste del río Nepean y al este de Lithgow, que se extiende hasta el valle de Capertee en el norte y las cuevas de Wombeyan en el sur. La mayor parte de la región se encuentra dentro de una serie de parques nacionales. |
| Mesetas Centrales            | Centro Oeste                              | En general, esa región se centraba en torno a las ciudades de Bathurst y Orange y las tres grandes localidades de Cowra, Parkes y Lithgow, así como otros núcleos más pequeños, entre los que se incluyen Oberon, Mudgee y Forbes, y otras pequeñas ciudades y pueblos. |
| Mesetas del Sur              | Tierras Altas del Sur                     | En general, esa región se centra en torno a las localidades de Mittagong, Bowral, Moss Vale, Bundanoon y Robertson, así como en la histórica localidad de Berrima. |
| Mesetas del Sur              | País capital                              | Abarca la región que rodea Canberra (ACT), incluyendo las ciudades de Queanbeyan y Goulburn y los pueblos de Crookwell, Yass y Young. |
| Montañas Snowy               | Monaro                                    | Situada en la meseta alpina de Monaro, al sur del Territorio de la Capital Australiana/Canberra y al oeste de la costa sur de Nueva Gales del Sur. Las principales ciudades de la región son Cooma, Jindabyne, Berridale y Bombala. |
| Laderas del Noroeste         | Laderas del Noroeste                      | El noroeste se refiere a su ubicación con respecto a Sídney, y la región se encuentra en el noreste del estado, siendo las laderas y llanuras al oeste de las mesetas del norte. Ciudad de tamaño medio de Tamworth y otras localidades como Moree, Gunnedah y Coonabarabran. Una región montañosa, interior y templada. |
| Laderas del Suroeste         | Riverina                                  | Se encuentra en el centro-sur del estado, alrededor de los ríos Murray (que forma la frontera con Victoria), Murrumbidgee y Lachlan. Las fronteras y definiciones de la región son poco claras: puede incluir o no las laderas del suroeste, y a veces también se consideran partes de Victoria dentro de la Riverina. Si se incluye Albury en la región, sería la ciudad más grande. Otras ciudades y pueblos que se describen como pertenecientes a Riverina son Wagga Wagga, Griffith, Narrandera, Leeton, Gundagai, Temora, Cootamundra, Hay y varios asentamientos victorianos en la parte sur, como Wodonga, que se encuentra al otro lado de un puente desde Albury. |
| Laderas del Suroeste         | Laderas del Suroeste                      | |
| Lejano Oeste                 | Lejano oeste                              | Su única ciudad es Broken Hill y otras localidades importantes son Bourke, Brewarrina, Cobar, Ivanhoe y Wentworth. El clima es seco y semiárido, y se convierte en un desierto cálido hacia Broken Hill. La pequeña localidad de Wilcannia, con mayoría aborigen, es el único asentamiento importante en los 450 km que separan Cobar y Broken Hill. |
| Orana                        | Orana / Llanuras Occidentales             | Las principales localidades son Dubbo y Cobar. |
| Área metropolitana de Sídney | Gran Sídney                               | Una amplia región dentro del área metropolitana de Sídney que abarca las subregiones noroeste, suroeste, centro-oeste, extremo oeste, suburbios del este, St George-Sutherland, Macarthur-Wollondilly, costa norte, playas del norte, Hawkesbury y las Montañas Azules de Sídney. Abarca 33 áreas de gobierno local, y entre sus principales distritos se encuentran Liverpool, Blacktown, Fairfield, Parramatta, Bankstown, Auburn, Penrith, Campbelltown, Hurstville, Cronulla, Mascot, Katoomba, Hornsby y Manly, entre otros suburbios comerciales de Sídney. |

## Usos específicos de las regiones para diferentes propósitos

### Pronóstico del tiempo
1. Ríos del Norte
2. Costa Norte Media
3. Hunter (con la Costa Central)
4. Mesetas del Norte
5. Área Metropolitana de Sídney
6. Illawarra
7. Costa Sur
8. Mesetas Centrales
9. Mesetas del Sur
10. Montañas nevadas
11. Laderas y llanuras del Noroeste
12. Laderas y llanuras del Centro-Oeste
13. Laderas del Suroeste
14. Riverina
15. Oeste Inferior
16. Oeste Superior

### Gobierno de Nueva Gales del Sur

#### Departamento de Estado y Desarrollo Regional
El Departamento de Estado y Desarrollo Regional enumera catorce regiones en Nueva Gales del Sur.
- Costa Central
- Centro Oeste
- Costa Sur Lejana
- Lejano Oeste
- Gran Sídney
- Hunter
- Illawarra
- Costa Norte Media
- Murray
- Nueva Inglaterra - Noroeste
- Ríos del Norte
- Orana
- Riverina[12]

#### Oficina de Gobierno Local
La Oficina de Gobierno Local enumera doce regiones:
- Región de Nueva Gales del Sur
  - Costa Central
  - Centro Oeste
  - Lejano Oeste
  - Hunter
  - Illawarra
  - Costa Norte Media
  - Murray
  - Nueva Inglaterra
  - Ríos del Norte
  - Orana
  - Riverina
  - Costa Sur e Interior Sur
- Gran Sídney
  - Área metropolitana de Sídney
  - Área metropolitana exterior de Sídney

Los gobiernos locales de Nueva Gales del Sur han creado agrupaciones regionales. Las Organizaciones Regionales de Consejos de Nueva Gales del Sur, generalmente con nombres como "Organización Regional de Consejos del Oeste de Sydney" (WSROC),  tienen como función principal presionar al Gobierno estatal en diversos asuntos, coordinar el desarrollo económico, realizar compras conjuntas entre ayuntamientos y promover la región. No tienen ninguna función administrativa formal. Hay trece redes de organizaciones regionales, además de las seis redes del Gran Área Metropolitana de Sídney:
- Organización regional
  - Región de Canberra
  - Costa Central
  - Nueva Gales del Sur central
  - Extremo Noroeste
  - Extremo Suroeste
  - Hunter
  - Illawarra Shoalhaven
  - Costa Norte Media
  - Namoi
  - Nueva Inglaterra
  - Ríos del Norte
  - Orana
  - Riverina y Murray
- Organización metropolitana
  - Región costera
  - Región de Macarthur
  - Región del Norte de Sídney
  - Región del Sur de Sídney
  - Región Occidental de Sídney (incluidas las Montañas Azules)
  - Costa de Sídney

#### Departamento de Planificación
El Departamento de Planificación, Industria y Medio Ambiente de Nueva Gales del Sur divide Nueva Gales del Sur en diez regiones:
- Gran Sídney
- Costa Central
- Centro Oeste y Orana
- Lejano Oeste
- Hunter
- Illawarra Shoalhaven
- Noroeste de Nueva Inglaterra
- Costa Norte
- Riverina Murray
- Sureste y Mesetas

#### Ministerio de Salud
El Ministerio de Salud de Nueva Gales del Sur dividió el estado en quince regiones separadas, llamadas Distritos Sanitarios Locales. Estos son:
- Distritos sanitarios locales metropolitanos
  - Montañas Azules de Nepean
  - Norte de Sídney
  - Sureste de Sídney
  - Suroeste de Sídney
  - Sídney
  - Oeste de Sídney
- Distritos sanitarios locales rurales y regionales de Nueva Gales del Sur
  - Costa Central
  - Lejano Oeste
  - Hunter Nueva Inglaterra
  - Illawarra Shoalhaven
  - Costa Norte Media
  - Murrumbidgee
  - Norte de Nueva Gales del Sur
  - Sur de Nueva Gales del Sur
  - Oeste de Nueva Gales del Sur

Además, un pequeño número de redes especializadas no geográficas cubren la salud pediátrica, la justicia y la salud forense, y la red de salud de San Vicente.

#### Fuerza de Policía de Nueva Gales del Sur
La Fuerza de Policía de Nueva Gales del Sur está organizada en aproximadamente 81 comandos de área local, que se agrupan en seis regiones:
- Gran Sídney
  - Región Metropolitana Central
  - Región Metropolitana del Noroeste
  - Región Metropolitana del Suroeste
- Región de Nueva Gales del Sur
  - Región Norte
  - Región Sur
  - Región Occidental

#### Servicio de Parques Nacionales y Vida Silvestre de Nueva Gales del Sur
El Servicio de Parques Nacionales y Vida Silvestre de Nueva Gales del Sur utiliza la Regionalización Biogeográfica Provisional para clasificar las biorregiones de Australia en función de factores ecológicos. Estas biorregiones se extienden a los estados vecinos.

### Viajes en Australia
Otra subdivisión de Nueva Gales del Sur en regiones es la siguiente:
- Sídney
- Costa Central
- Hunter
- Montañas Azules
- Tierras altas del Sur
- Montañas nevadas
- Illawarra
- Costa Sur
- Capital Country (similar a Southern Tablelands en otras listas)
- Ríos del Norte
- Costa Norte de Nueva Gales del Sur (que en realidad es lo que otras listas llaman Costa Norte Media)
- Noroeste de Nueva Inglaterra (Mesetas del Norte y Laderas del Noroeste)
- Nueva Gales del Sur central
- Riverina
- El Murray
- Interior de Nueva Gales del Sur

Esta clasificación divide la noción más comúnmente aceptada de «Riverina» en dos regiones separadas: «Riverina» y «The Murray». Las Blue Mountains también se incluyen como una región distinta, que normalmente se considera un distrito de la capital del estado, Sídney.